# Hager (Oregon)
Hager az Amerikai Egyesült Államok északnyugati részén, Oregon állam Klamath megyéjében, az Oregon Route 39 és az Oregon Route 140 mentén elhelyezkedő önkormányzat nélküli település.
Az Oregon, California and Eastern Railway vasútállomása a Klamath Falls–Bly-vasútvonal 1941-es menetrendjében még szerepelt. 1990-ben a nyomvonal helyén gyalogos útvonalat (OC&E Woods Line State Trail) alakítottak ki.

## Fordítás
- Ez a szócikk részben vagy egészben  a   Hager, Oregon című angol Wikipédia-szócikk ezen változatának fordításán alapul.  Az eredeti cikk szerkesztőit annak laptörténete sorolja fel. Ez a jelzés csupán a megfogalmazás eredetét és a szerzői jogokat jelzi, nem szolgál a cikkben szereplő információk forrásmegjelöléseként.